# 钱伯文
钱伯文（1917年—2015年），男，江苏无锡人，中国中药学家，曾任上海中医学院教授、博士生导师。